# آلا أوسيبينكو
آلا يفغينييفنا أوسيبينكو (بالروسية: Алла Евгеньевна Осипенко؛ 16 يونيو 1932 - 12 مايو 2025) هي راقصة باليه سوفيتية. كانت راقصة باليه رئيسية في فرقة كيروف للباليه في لينينغراد منذ عام 1954، وكان من بين شركائها على المسرح ميخائيل باريشنيكوف، ورودولف نورييف، ويوري سولوفيوف. بعد أن انشق نورييف إلى الغرب في عام 1961 أثناء قيامه بجولة مع الفرقة التي كانت تضمها، تم منعها من القيام بجولات دولية. غادرت فرقة كيروف في عام 1971، وبدأت بالرقص في لينينغراد مع فرقة ليونيد ياكوبسون حتى عام 1973، ثم مع فرقة بوريس إيفمان كأول نجمة تروج لأعماله. بعد تفكك الاتحاد السوفيتي، انتقلت إلى الولايات المتحدة في عام 1995، حيث عملت كمدربة باليه مع فرقة هارتفورد للباليه في كونيتيكت. عادت إلى مسقط رأسها سانت بطرسبرغ في عام 2000 حيث قامت بتدريب فرقة باليه ميخائيلوفسكي. كانت تعتبر "واحدة من أكثر راقصات الباليه تعبيرًا في جيلها".

## نشأتها
وُلِدت أوسيبينكو في لينينغراد في 16 يونيو 1932 لعائلة أرستقراطية. إلى نينا بوروفيكوفسكي ويفجيني بوروفيكوفسكي. كان والدها يعمل محققًا في الشرطة وكانت والدتها تعمل كاتبة على الآلة الكاتبة. تم القبض على والدها في عام 1937 بسبب خطابه الذي كان يهاجم فيه الدولة السوفييتية وهو في حالة سكر. حُكم عليه بالسجن لمدة خمس سنوات، وتطلق والداه. تم قبولها في عام 1941 لدراسة الباليه في مدرسة لينينغراد للرقص في فصل أغريبينا فاغانوفا. عندما غزت القوات النازية في ذلك العام، تم إخلاء المدرسة إلى بيرم، ثم عادت إلى لينينغراد في عام 1944، بعد انتهاء حصار المدينة. بينما كانت لا تزال طالبة، قامت بأداء مع اثنين آخرين في قطعة من تصميم فاختانغ تشابوكياني، لتبدأ تعاونها مع مصممي رقص معاصرين.
بعد تخرجها انضمت إلى فرقة باليه كيروف في عام 1950. كان أول دور رئيسي لها هو دور في فيلم الجميلة النائمة في عام 1952، والذي قام بتصميم رقصاته كونستانتين سيرجيف. تمت ترقيتها إلى راقصة باليه رئيسية في عام 1954. ظهرت أوسيبينكو بدور أوديت أوديل في بحيرة البجع، وجامزاتي في لا بايادير، ووالتز ومازوركا في تشوبينيانا، وماشا في كسارة البندق، وفريجيا في سبارتاك. كانت الشريكة المفضلة على المسرح لميخائيل باريشنيكوف ورودولف نورييف ويوري سولوفيوف. ظهر أوسيبينكي في باريس عام 1956 مع فرقة ستانيسلافسكي-نيميروفيتش دانتشينكو وحصل على جائزة بافلوفا للمدينة، باعتباره أحد أوائل نجوم كيروف الجدد الذين شوهدوا في أوروبا الغربية. في عام 1957 ابتكرت دور سيدة جبل النحاس في مسرحية "زهرة الحجر" لبروكوفييف، والتي قام بتصميم رقصاتها يوري غريغوروفيتش. أحدث زيها المكون من قطعة واحدة يكشف عن قوامها ضجة كبيرة. قامت بدور مخمنة بانو في أسطورة الحب في عام 1961.
في عام 1961 شاركت في الجولة الأولى لفرقة كيروف إلى باريس ولندن، حيث رقصت في عرض بحيرة البجع الكلاسيكي وفيلم لا بايادير وفيلم الزهرة الحجرية. بعد أداء بحيرة البجع إلى جانب نورييف، انشق الراقص إلى الغرب. عند عودتها إلى الاتحاد السوفييتي، كانت موضع شكوك كبيرة من قبل جهاز المخابرات السوفيتي. رفضت دعوة للانضمام إلى الحزب الشيوعي، وكانت تكره أن يلقي عليها أعضاء الحزب محاضرات بسبب علاقة غرامية في باريس مع الراقص أتيليو لابيس أثناء زواجها من أناتولي نيسنيفيتش، وهو راقص من كيروف. دافعت عن نورييف في محاكمة غيابية. ولم يتم اصطحاب أوسيبينكو في جولة كيروف إلى دار الأوبرا متروبوليتان في نفس العام ولا في الجولات الدولية التالية. كانت علاقتها مع عائلة كيروف متوترة طوال معظم ستينيات القرن العشرين. في عام 1970 قامت بجولة إلى لندن حيث حققت انتصارًا مرة أخرى.